# Петар Киров
Петар Велев Киров (болг. Петър Велев Киров; нар. 17 вересня 1942, Калчево, Ямбольська область) — болгарський борець греко-римського стилю, триразовий чемпіон світу, чотириразовий чемпіон, срібний та разовий бронзовий призер чемпіонатів Європи, дворазовий чемпіон Олімпійських ігор.

## Життєпис
Дід Петара Кирова Киро Зотов, як і багато його співвітчизників, займався народною боротьбою і, навіть, у 1910 році переміг на змаганнях, за що отримав головний приз — корову. Сам Петар видався невеликим на зріст і мав маленьку вагу, тому спочатку займався футболом а не боротьбою, тому що в народній боротьбі поділу на вагові категорії не було. Після закінчення школи пішов працювати на завод в місті Ямбол. Якось в обідню перерву робітники взялися боротися на руках. Виявилося, що найсильніші руки має маленький Петар. Тоді один з товаришів порадив йому зайнятися боротьбою. Киров записався у секцію греко-римської боротьби, коли йому йшов уже 22-й рік. На щастя, перший тренер Пантелей Боєв не відмовив «неперспективному старику» і взявся його тренувати. Сам Петар розумів, що багато часу на відточення техніки вже втрачено, тому він не може брати супротивників майстерністю. Через це Киров вирішив зробити ставку на хитрість і витривалість. Виступав за спортивний клуб «Академік» Софія. Завдяки інтенсивним тренуванням, він вже через два роки став чемпіоном Болгарії у найнижчій вазі, а ще через рік виграв другий титул у країні та став чемпіоном Балканських ігор. Тоді тренером збірної був Димитр Добрев, який давав Кирову цінні поради. Потім тренувався у Філіпа Кривиралчева, з яким і пов'язані всі подальші успіхи.

## Відзнаки
Двічі визнавався спортсменом року в Болгарії у 1971 та 1972 роках.
11-разовий володар золотого поясу «Нікола Петров».
У 2009 році введений до Всесвітньої Зали слави Міжнародної федерації об'єднаних стилів боротьби.

## Спортивні результати на міжнародних змаганнях

### Виступи на Олімпіадах
| Змагання                    | Збірна   | Вагова категорія                 | Місце  |
| --------------------------- | -------- | -------------------------------- | ------ |
| Літні Олімпійські ігри 1968 | Болгарія | греко-римська боротьба, до 52 кг | Золото |
| Літні Олімпійські ігри 1972 | Болгарія | греко-римська боротьба, до 52 кг | Золото |

### Виступи на Чемпіонатах світу
| Змагання                        | Збірна   | Вагова категорія                 | Місце  |
| ------------------------------- | -------- | -------------------------------- | ------ |
| Чемпіонат світу з боротьби 1969 | Болгарія | греко-римська боротьба, до 52 кг | 4      |
| Чемпіонат світу з боротьби 1970 | Болгарія | греко-римська боротьба, до 52 кг | Золото |
| Чемпіонат світу з боротьби 1971 | Болгарія | греко-римська боротьба, до 52 кг | Золото |
| Чемпіонат світу з боротьби 1974 | Болгарія | греко-римська боротьба, до 52 кг | Золото |

### Виступи на Чемпіонатах Європи
| Змагання                         | Збірна   | Вагова категорія                 | Місце  |
| -------------------------------- | -------- | -------------------------------- | ------ |
| Чемпіонат Європи з боротьби 1966 | Болгарія | греко-римська боротьба, до 52 кг | 5      |
| Чемпіонат Європи з боротьби 1967 | Болгарія | греко-римська боротьба, до 52 кг | Золото |
| Чемпіонат Європи з боротьби 1968 | Болгарія | греко-римська боротьба, до 52 кг | Срібло |
| Чемпіонат Європи з боротьби 1970 | Болгарія | греко-римська боротьба, до 52 кг | Золото |
| Чемпіонат Європи з боротьби 1972 | Болгарія | греко-римська боротьба, до 52 кг | Бронза |
| Чемпіонат Європи з боротьби 1974 | Болгарія | греко-римська боротьба, до 52 кг | Золото |
| Чемпіонат Європи з боротьби 1976 | Болгарія | греко-римська боротьба, до 52 кг | Золото |

### Виступи на інших змаганнях
| Змагання                           | Збірна   | Вагова категорія                 | Місце  |
| ---------------------------------- | -------- | -------------------------------- | ------ |
| Гран-прі Німеччини з боротьби 1975 | Болгарія | греко-римська боротьба, до 52 кг | Золото |